# Special Goodness
Gli Special Goodness sono un gruppo pop punk statunitense formato nel 1996 dal batterista dei Weezer Patrick Wilson. Negli anni la band ha avuto vari cambi di formazione; tra gli altri ne hanno fatto parte Murphy Karges degli Sugar Ray, Mikey Welsh e Scott Shriner dei Weezer, Pat Finn, Jeb Lewis e Lee Loretta. Al momento la formazione è composta da Wilson e dal batterista Atom Willard di Rocket from the Crypt, Angels & Airwaves e The Offspring.
Ad oggi hanno pubblicato tre album di studio, l'omonimo Special Goodness, At Some Point, Birds and Flowers Became Interesting e Land Air Sea. Dopo aver firmato con la Epitaph Records nel 2003 la band ripubblicò Land Air Sea, e in seguito la traccia Life Goes By apparve nella compilation Punk-O-Rama Vol. 9 e Not The Way nel successivo Punk-O-Rama Vol. 10.

## Formazione

### Formazione attuale
- Patrick Wilson
- Atom Willard

### Ex componenti
- Murphy Karges
- Mikey Welsh
- Scott Shriner
- Pat Finn
- Jeb Lewis
- Lee Loretta

## Discografia

### Album in studio
- 1998 - Special Goodness
- 2001 - At Some Point, Birds and Flowers Became Interesting
- 2003 - Land Air Sea

### Apparizioni in compilation
- Punk-O-Rama Vol. 9
- Punk-O-Rama Vol. 10